# Ørkenens hvide Rose
Ørkenens hvide Rose er en amerikansk stumfilm fra 1923 af Victor Fleming.

## Medvirkende
- Richard Dix som Glenn Kilbourne
- Lois Wilson som Carley Burch
- Marjorie Daw som Flo Hunter
- Noah Beery, Sr. som Haze Ruff
- Ricardo Cortez som Larry Morrison
- Fred Huntley som Tom Hutter
- Lillian Leighton som Mrs. Hutter